# Pacific Air Express
Pacific Air Express era una compagnia aerea cargo con sede a Brisbane, Queensland, Australia. Operava servizi cargo per Honiara, Nauru, Noumea, Port Moresby e Port Vila e voli charter nell'area del Pacifico meridionale. Le sue basi principali erano l'aeroporto di Brisbane e l'aeroporto Internazionale di Honiara.

## Storia
La compagnia aerea venne fondata nel 1993 dall'espatriato australiano Gary Clifford (direttore generale) e da un partner commerciale delle Isole Salomone. Era originariamente basata a Honiara ma si trasferì a Brisbane a causa dei disordini civili nel 1999. Aveva 35 dipendenti al marzo 2007.

## Flotta
Nel corso degli anni Pacific Air Express ha operato con i seguenti modelli di aeromobili: